# Something Else
Something Else é o décimo terceiro álbum de estúdio do rapper estadunidense Tech N9ne, lançado no dia 30 de julho de 2013.
Contém 21 faixas.

## Faixas
1. "News With Mark Alford 1 (Skit)" - 1:16
2. "Straight Out The Gate" (com Krizz Kaliko & Serj Tankian) - 4:09
3. "B.I.T.C.H." (com T-Pain) - 4:27
4. "With The BS" (com Big Scoob, Red Café & Trae tha Truth) - 4:35
5. "Love 2 Dislike Me" (com Liz Suwandi & Tyler Lyon) - 3:53
6. "Fortune Force Field" - 4:16
7. "I'm Not A Saint" - 4:29
8. "Fragile" (com Kendall Morgan, Kendrick Lamar & ¡Mayday!) - 3:55
9. "Priorities" (com Angel Davenport & Game) - 1:43
10. "News With Mark Alford 2 (Skit)" - 0:41
11. "Dwamn" - 2:57
12. "So Dope (They Wanna)" (com Snow Tha Product, Twisted Insane & Wrekonize) - 4:18
13. "See Me" (com B.o.B & Wiz Khalifa) - 4:09
14. "My Haiku-Burn The World" (com Krizz Kaliko) - 4:01
15. "That's My Kid" (com Big K.R.I.T., Cee Lo Green & Kutt Calhoun) - 4:22
16. "Meant To Happen" (com Scoop DeVille) - 3:55
17. "News With Mark Alford 3 (Skit)" - 0:53
18. "Believe" - 3:52
19. "R.I.P. Ray (Skit)" - 0:54
20. "Strange 2013" - 3:31
21. "SMB" - 0:04